# بليحاء جلدية
البليحاء الجلدية (باللاتينية: Reseda tomentosa) نوع نباتي من جنس البليحاء.

## الموئل والانتشار
موطنها تركيا.

## الوصف النباتي
نبات عشبي.